# Hemileius bellissimus
Hemileius bellissimus är en kvalsterart som först beskrevs av Hammer 1971.  Hemileius bellissimus ingår i släktet Hemileius och familjen Hemileiidae. Inga underarter finns listade i Catalogue of Life.